# Forges des Salles

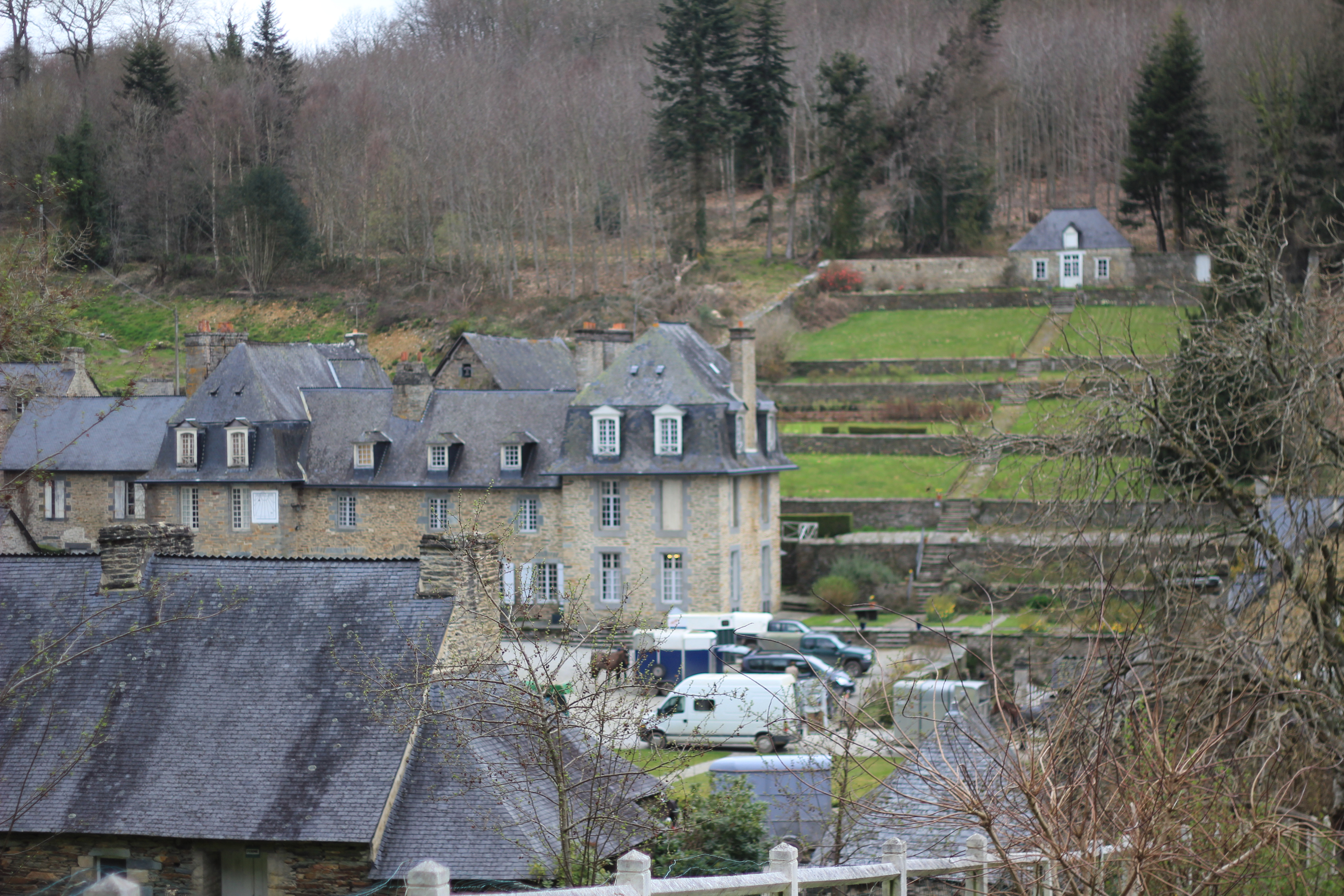
Les Forges des Salles (Teilansicht)

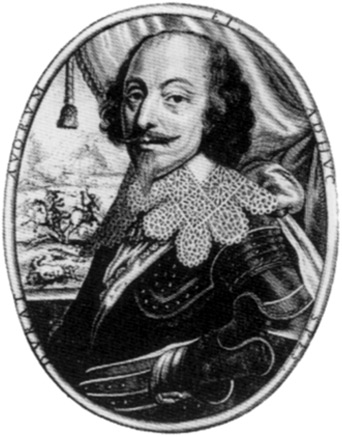
Henri de Rohan

Die Forges des Salles sind ein ehemaliges Hüttenwerk und Industriedenkmal des 18. und 19. Jahrhunderts in Sainte-Brigitte (Département Morbihan) und in Perret (Département Côtes-d’Armor) in der Region Bretagne.

## Geographie
Die Anlagen des Hüttenwerks erstrecken sich über 30 Hektar und liegen auf der Grenze der zwei oben genannten Départements im Wald Forêt de Quénécan. Zu der Anlage gehören die vier Teiche Étang des Salles, Étang du vieux Fourneau, Étang de la Forge Neuve, Étang du Guéhault und der Bach Les Forges, der teilweise die Gemeinde- und Départementgrenze bildet.

## Geschichte
Die Forges des Salles wurden in den Jahren 1621–23 durch Herzog Henri II. de Rohan (1579–1638) errichtet. Erster Hüttenmeister war der Protestant Geoffroy de Finement, sieur d'Angecour.
Die Hochofenanlage im Waldgebiet wurde mit Holzkohle betrieben und gehörte seinerzeit zu den größten der Bretagne.
Im Januar 1795 wurden die Forges des Salles von 1200 königstreuen Chouans angegriffen. Sie konnten 2 Kanonen, Gewehre und Pulver erbeuten. Das benachbarte Kloster Bon-Repos wurde 1796 besetzt und in Brand gesetzt.
Die Produktion von Eisen wurde 1877 eingestellt. Die Anlage ist seitdem unverändert erhalten und kann seit den 1990er Jahren besichtigt werden. 1981 und 1993 wurden die Gebäude und das Ensemble mit Garten unter Denkmalschutz gestellt.

## Baudenkmale
Das Hüttenwerk ist seit 1877 unverändert erhalten. Es besteht aus:
- Herrenhaus des Schmiedemeisters Le Maître des Forges (auch Château des Forges) aus dem 18. Jahrhundert
- Hochofenanlage aus dem Jahr 1816 (12 Meter hoch)
- Arbeiterunterkünften aus dem 19. Jahrhundert
- Kapelle aus dem 19. Jahrhundert
- gemischter Volksschule für Arbeiterkinder
- Kantine, Laden und Stallungen
- Gartenanlage in Terrassenform.